# Азанка
Аза́нка (рос. Азанка) — селище у складі Тавдинського міського округу Свердловської області.
Населення — 2587 осіб (2010, 3264 у 2002).
Національний склад населення станом на 2002 рік: росіяни — 87 %.